# レナード・モズレー
レナード・モズレー（Leonard Mosley, 1913年 - 1992年）は、イギリスの伝記作家。
日本では『天皇ヒロヒト』の著者として知られる。

## 邦訳
- 天皇ヒロヒト 高田市太郎訳 毎日新聞社 1966／角川文庫上下　1983
- オイル・パワー 中東の石油王国 高田正純訳 早川書房 1974／ハヤカワ文庫　1979
- 第三帝国の演出者 ヘルマン・ゲーリング伝 伊藤哲訳 早川書房 1977／改題「ゲーリング」　ハヤカワ文庫上下　1980
- イギリス本土攻防戦 平岡正訳 タイムライフブックス（ライフ第二次世界大戦史） 1979
- 総統のスパイ 中薗英助訳 時事通信社 1984
- ザナック－ハリウッド最後のタイクーン 金丸美南子訳 早川書房 1986